# Alex Muyl
Alex Muyl (New York, 30 settembre 1995) è un calciatore statunitense, attaccante o centrocampista dei Nashville.

## Carriera

### Club
Il 22 dicembre 2015 firma il primo contratto da professionista con i New York Red Bulls.
Il 26 marzo 2015 esordisce professionisticamente con i New York Red Bulls II nella USL, nella partita contro il Toronto FC II.
Il 9 aprile 2015 esordisce in MLS subentrando all'85º minuto al posto di Dax McCarty.
Il giorno seguente segna la sua prima rete da professionista in USL, contro il Bethlehem Steel FC.
Il 21 maggio 2016 segna la sua prima rete in MLS contro i rivali del New York City FC.
Il 3 agosto esordisce e segna la sua prima rete in Champions League contro l'Antigua GFC.

### Nazionale
Ha giocato nella nazionale statunitense Under-18.

## Statistiche
Statistiche aggiornate al 30 luglio 2017.
| Stagione                  | Squadra                   | Campionato                | Campionato | Campionato | Coppe nazionali | Coppe nazionali | Coppe nazionali | Coppe continentali | Coppe continentali | Coppe continentali | Altre coppe | Altre coppe | Altre coppe | Totale | Totale |
| Stagione                  | Squadra                   | Comp                      | Pres       | Reti       | Comp            | Pres            | Reti            | Comp               | Pres               | Reti               | Comp        | Pres        | Reti        | Pres   | Reti   |
| ------------------------- | ------------------------- | ------------------------- | ---------- | ---------- | --------------- | --------------- | --------------- | ------------------ | ------------------ | ------------------ | ----------- | ----------- | ----------- | ------ | ------ |
| 2016                      | New York Red Bulls        | MLS                       | 27+2       | 2+0        | USOC            | 1               | 0               | CCL                | 4                  | 1                  |             | -           | -           | 34     | 3      |
| 2017                      | New York Red Bulls        | MLS                       | 20         | 3          | USOC            | 1               | 0               |                    | -                  | -                  |             | -           | -           | 21     | 3      |
| Totale New York Red Bulls | Totale New York Red Bulls | Totale New York Red Bulls | 49         | 4          |                 | 3               | 0               |                    | 4                  | 1                  |             | -           | -           | 56     | 5      |
| Totale carriera           | Totale carriera           | Totale carriera           | 49         | 4          |                 | 3               | 0               |                    | 4                  | 1                  |             | -           | -           | 56     | 5      |

## Palmarès

### Club
- MLS Supporters' Shield: 1

New York Red Bulls: 2018